# 謝方明
謝 方明（しゃ ほうめい、380年 - 426年）は、東晋から南朝宋にかけての官僚。本貫は陳郡陽夏県。

## 経歴
東晋の中書侍郎謝沖（東晋の太保謝安の弟の謝鉄の子）の子として生まれた。隆安3年（399年）、謝沖は孫恩の乱のために会稽で殺された。このとき方明は伯父の呉興郡太守謝邈とともに呉興におり、避難するよう謝邈に勧めたが、聞き入れられなかったため、方明はひとり逃れて難を免れた。劉牢之らが孫恩を討って海上に追い落とすと、方明は謝邈の門生100人あまりを集め、謝邈を裏切って孫恩についた馮嗣之と仇玄達らを討ち果たした。
反乱の直後で冠婚葬祭の礼は廃れていたが、方明は亡くなった親族の葬礼のために資産を使い果たした。隆安4年（400年）、孫恩が再び会稽を落とし、謝琰が殺害された。方明は上虞県から母や妹を連れて東陽郡に逃れ、黄檗嶠から鄱陽に出て、建康に入り、国子学に寄宿した。元興元年（402年）、桓玄が建康を占拠した。桓玄の政権下で丹陽尹の卞範之が権勢を振るっており、娘を方明にとつがせようと、尚書吏部郎の王騰を派遣して説得させたが、方明は受け入れなかった。桓玄はこのことを聞いて称賛し、方明は著作佐郎に任じられ、王謐の下で司徒主簿をつとめた。
このころ従兄の謝裕が劉裕の下で中兵主簿として仕えていた。方明はその縁で劉裕の知遇をえて、従兄の謝混とともに名を知られるようになった。丹陽尹の劉穆之は方明と知り合ったことを喜んで、方明のことを「家駒」と評した。ほどなく方明は従事中郎に任じられ、そのまま劉道憐の下で左軍長史となり、劉裕の軍府の事務を決裁した。中軍長史に転じ、まもなく晋陵郡太守の任を加えられた。さらに驃騎長史・南郡相となって、やはり軍府の事務を委された。
ときに江陵の獄の囚人二十数名を保釈して、一時帰宅させ、3日後に獄に戻させることとした。弘季盛と徐寿之が反対したが、方明は聞き入れず、囚人を帰宅させて父兄と面会させた。期日がきて2人が帰ってこなかったが、方明は追っ手を送ろうとしなかった。そのうちの1人は酔って期日に帰れなかっただけで、2日すると戻ってきた。もう1人は10日しても戻ってこなかったため、五官の朱千期がこれの討捕を願い出た。しかし方明は囚人が自ら戻ってくると確信して、追っ手を差し向けなかった。この一人も逡巡していたが、郷村の責めを受けて送られてきたため、ついに逃亡者は出なかったという。
母が死去したため、辞職して喪に服した。喪が明けると、宋国の尚書吏部郎となった。永初元年（420年）、劉裕が帝位につくと、方明は侍中となった。永初3年（422年）、丹陽尹として出向し、有能で知られた。会稽郡太守に転じた。
元嘉3年（426年）、在官のまま死去した。享年は47。

## 子女
- 謝恵連
- 謝恵宣（南朝宋の竟陵王劉誕の下で司徒従事中郎となり、臨川国内史をつとめた）

## 伝記資料
- 『宋書』巻53 列伝第13
- 『南史』巻19 列伝第9